# O Bonequinho
O Bonequinho Viu, também conhecido simplesmente como Bonequinho, é um editorial de cinema do jornal brasileiro O Globo. Ficou assim conhecido devido à ilustração simples na introdução da coluna, em quadrinhos, em que um boneco palito expressa a sensação de assistir aos filmes em exibição. Ora ele ovaciona, ora aplaude, cochila ou abandona a sessão.
Publicado desde 21 de junho de 1938, quando apareceu na edição das 17 horas, o bonequinho tem grande influencia sobre os cinéfilos, que tomam a crítica da coluna como base de suas escolhas. No Rio de Janeiro é muito comum o uso da expressão “aplaudido de pé pelo bonequinho” para referir-se a bons filmes. Foi uma criação de Luiz Sá.
| Os dez melhores filmes aplaudidos de pé | Os dez melhores filmes aplaudidos de pé | Os dez melhores filmes aplaudidos de pé | Os dez melhores filmes aplaudidos de pé | Os dez melhores filmes aplaudidos de pé |
| Posição                                 | Nome em português                       | Nome em inglês                          | Diretor                                 | Ano                                     |
| --------------------------------------- | --------------------------------------- | --------------------------------------- | --------------------------------------- | --------------------------------------- |
| 1º                                      | Blade Runner, o caçador de andróides    | Blade Runner                            | Ridley Scott                            | 1982                                    |
| 2º                                      | Janela Indiscreta                       | Rear Window                             | Alfred Hitchcock                        | 1954                                    |
| 3º                                      | Laranja Mecânica                        | A Clockwork Orange                      | Stanley Kubrick                         | 1978                                    |
| 4º                                      | Pulp Fiction - Tempo de Violência       | Pulp Fiction                            | Quentin Tarantino                       | 1994                                    |
| 5º                                      | Apocalypse Now                          | Apocalypse Now                          | Francis Ford Coppola                    | 1979                                    |
| 6º                                      | Taxi Driver - Motorista de Taxi         | Taxi Driver                             | Martin Scorsese                         | 1976                                    |
| 7º                                      | Cidade de Deus                          | City of God                             | Fernando Meirelles                      | 2002                                    |
| 8º                                      | Cantando na Chuva                       | Singin' in the Rain                     | Gene Kelly e Stanley Donen              | 1952                                    |
| 9º                                      | Os Imperdoáveis                         | Unforgiven                              | Clint Eastwood                          | 1992                                    |
| 10º                                     | Um Corpo que Cai                        | Vertigo                                 | Alfred Hitchcock                        | 1958                                    |